# Arco do triunfo de Carabobo

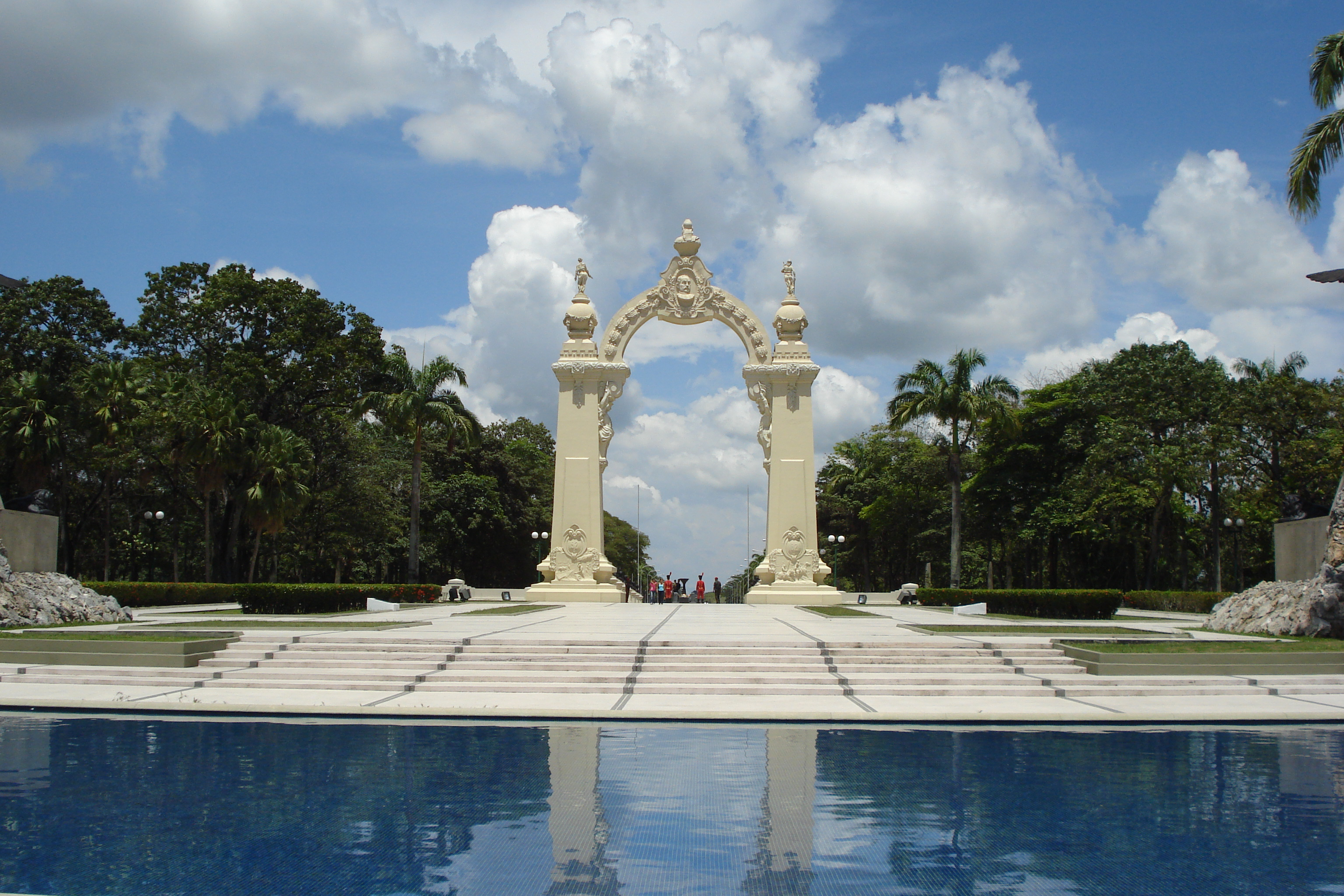
O Arco de Carabobo.

O Arco do triunfo de Carabobo ou simplesmente Arco de Carabobo é um monumento histórico no Parque Campo Carabobo no município do Libertador no estado de Carabobo, no centro-norte da Venezuela. A obra representa a identidade federal.

## História
Foi construído para comemorar o centenário da vitória venezuelana na segunda Batalha de Carabobo que selou independência do país. Inaugurado oficialmente a 24 de junho de 1921 durante a ditadura do General Juan Vicente Gómez, o qual ordenou a construção de vários monumentos na área com o objetivo de reconhecer os processos da independência nacional. O monumento é formado por 2 colunas de 28 metros de altura que se juntam num arco tendo diversas inscrições; as colunas foram edificadas para simbolizar "a paz" e "a vitória". Nos arredores da estrutura, existem outras obras, praças e estátuas construídas entre o período dos anos 1921 e 1936.

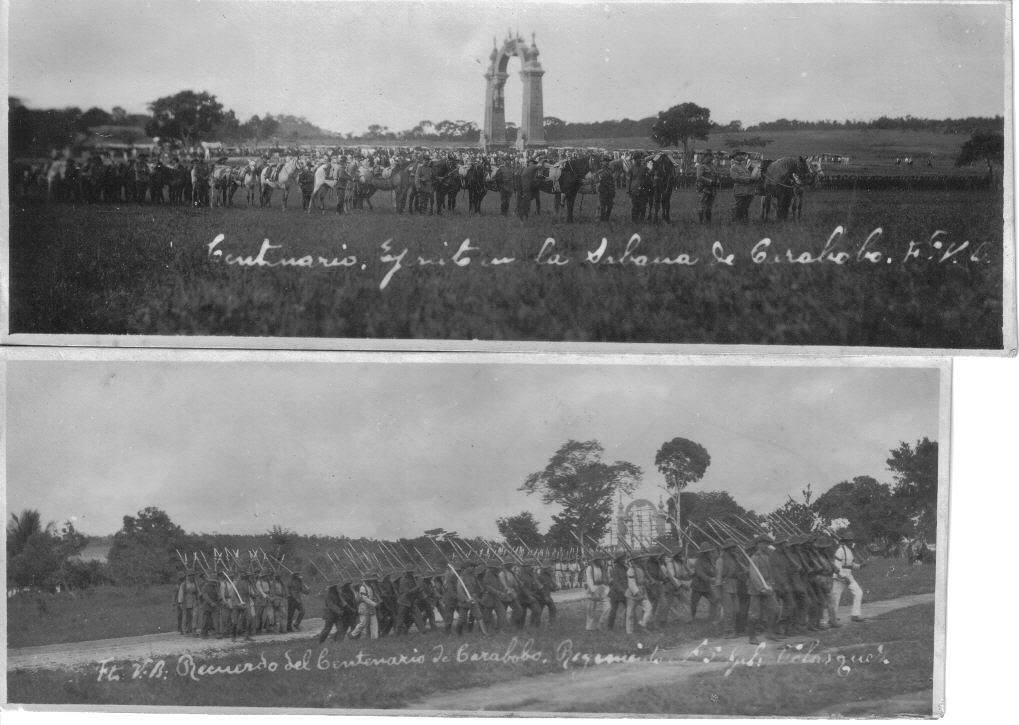
O Arco de Carabobo em 1921.